# Édouard Jeauneau
Édouard Jeauneau, né le 14 août 1924 à Coudray-au-Perche et mort le 10 décembre 2019 au Coudray, est un historien français de la philosophie.

## Biographie
Il est ordonné prêtre en 1947. Jeauneau fait ses études à la Université pontificale grégorienne de Rome, à la Sorbonne et à l'École pratique des hautes études de Paris.
Il enseigne d'abord au Grand Séminaire de Chartres (1948-1958) avant de devenir directeur de recherche au Centre National de la Recherche Scientifique à Paris en 1958.
En 1975, il devient chercheur principal à l'Institut pontifical d'études médiévales (PIMS) et depuis lors jusqu'en 1990, il a généralement tenu un séminaire au PIMS chaque semestre d'automne.
Jeauneau était membre correspondant de la Medieval Academy of America (1990)  et de la British Academy (1992).

## Publications (sélection)
- La philosophie médiévale, Paris, 1967 (OCLC 1078837879) ;
- Études érigéniennes, Paris, 1987,  (ISBN 2-85121-087-4) ;
- Tendenda vela. Excursions littéraires et digressions philosophiques à travers le Moyen Âge, Turnhout, 2007,  (ISBN 978-2-503-51918-0) ;
- Rethinking the School of Chartres, Toronto, 2009  (ISBN 1-4426-0007-1).